# Héroïc-Albums
Héroïc-Albums war ein belgisches Comic-Magazin, das vom Herbst 1945 bis Dezember 1956 erschien. Herausgeber war der belgische Comiczeichner und -autor Fernand Cheneval. Die erste Ausgabe erschien noch unter dem Namen Héroïc Collection, bevor die Umbenennung in Héroïc-Albums stattfand. 
Die Besonderheit des Magazins lag darin, dass an Stelle der bei Spirou und später auch bei Tintin üblichen Fortsetzungsgeschichten von Beginn an nur vollständige Erzählungen veröffentlicht wurden. Anfangs erschien das Heft monatlich, ab 1947 dann zweimal pro Monat, von 1949 bis 1956 schließlich wöchentlich.
Zu den ersten Serien des Magazins gehörte die von Fernand Cheneval selbst gezeichnete und getextete Flieger-Serie »Bill Flight«, die später durch die ebenfalls von Cheneval stammende Reihe »Attila« ersetzt wurde. Bald bot Cheneval vielen aufstrebenden belgischen Talenten eine Plattform. Maurice Tillieux veröffentlichte mit »Felix« eine Vorgängerreihe zu Jeff Jordan. Wenig später gehörten auch Tibet (»Dave O' Flynn«), Greg (»le chat«), und Jidéhem (»Ginger«) zu den festen Autoren des Hauses. Als Übersetzung erschien »Dick Tracy« von Chester Gould.
Schließlich wechselte sogar Fernand Dineur mit seiner Reihe »Tif und Tondu« (dt.: »Harry und Platte«) von Spirou zu Heroic-Albums. Damit begann ein erbitterter Konkurrenzkampf mit Spirou und Tintin um die besten Zeichner und ihre Serien, in dem Heroic-Albums allmählich ins Hintertreffen geriet. Als das Magazin wegen angeblich zu gewalttätiger Inhalte in die öffentliche Kritik geriet, beschloss Fernand Cheneval die vorläufige Einstellung von Héroïc-Albums.
Nach einer Pause von dreizehn Jahren kurbelte Fernand Cheneval seine Héroïc-Albums im Jahre 1969 ein zweites Mal an. Dieser zweite Anlauf überdauerte jedoch nur sieben Nummern. Anfang 1970 ging die Geschichte dieser belgischen Zeitschrift, die in der Nachkriegszeit vorübergehend einigen der größten franko-belgischen Zeichnern und Autoren eine verlegerische Heimat geben konnte (unter anderem publizierten bei Heroic-Albums auch Fred Funcken, Albert Weinberg, François Craenhals, Leika, Ange Roy und Marcel Moniquet), zu Ende.